# Mariano II d'Arborée
Mariano II d'Arborée (né vers 1240 mort en 1295/1297) fut Juge d'Arborée, d'abord titulaire sous l'administration de Guillaume de Capraia, puis effectif à partir de 1268 jusqu'à sa mort.

## Origine
Mariano de Bas est le fils unique du juge Pietro II de Bas et de sa troisième épouse anonyme il est né tardivement peu de temps avant la mort de son père en 1241 et il est écarté de la fonction de Juge d'Arborée par Guillaume de Capraia dont les liens avec la famille régnante sont mal établis.
Guillaume n'élimine pas le jeune Mariano de Bas qui continue à vivre à sa cour avec le titre de « donnicello » c'est-à-dire de familier du Juge. Il jouit même de la confiance de Guillaume qui en fait son exécuteur testamentaire. En effet Guillaume de Cappraia n'a que deux fils mineurs, Nicolò et Guglielmino, considérés par certains comme illégitimes. Dans son testament il lègue ses biens en Sardaigne à l'ainé Nicolò sous la tutelle du « donnicello » Mariano de Bas et avec la clause que si son fils mourrait encore mineur et sans descendant, l'héritage devrait passer à son second fils Guglielmino. Au printemps de 1263 Guillaume de Capraia assiège la forteresse de Goceano, pour prendre le contrôle du Judicat de Torres mais il meurt avant la fin du siège sans doute au début de l'année suivante.

## Règne
Mariano de Bas intervient dans un premier temps comme bayle du jeune homme Nicolò c'est ainsi qu'il est mentionné dans un traité du 17 juin 1265 conclu avec Pise. Les années suivantes après avoir définitivement écarté  Nicolò, il prend le titre de juge Mariano II de Bas. Nicolò meurt peu après vers 1270/1274 sans héritier et les droits de  Guglielmino sont oubliés. Les prétentions de la famille sont reprises par Anselmo de Capraia un frère de Guillaume.
En 1265 Mariano de Bas tisse avec Pise, en son nom et en celui de Nicolò, des liens d'alliance et de dépendance. Déclaré « civis et fidelis » de la cité, prêt à se conformer à sa volonté de mener à bien toute action demandée au nom de la Commune, de se soumettre à la compétence de Pise pour son entreprise dans la ville et empêcher que l'archevêque de Pise ne perde les droits dont il jouissait en Sardaigne. Il détient également  le titre de « dominus » du troisième tiers  l'ex  Judicat de Cagliari. Il faut supposer qu'au moment de son accession au trône au détriment de Nicolò, il avait déjà reçu de la municipalité elle-même au moins un accord tacite, sans doute monnayé par le versement d'une grosse somme d'argent. Pour renforcer efficacement sa politique d'alliance permanente avec la république de Pise, Mariano II de Bas met en œuvre une politique matrimoniale habile avec les familles les plus notables de Pise :
Les derniers événements dans la vie de Mariano ne sont pas bien connus. Comme ses relations avec les ambitions croissante de la politique du royaume d'Aragon en Méditerranée. Sa famille entretenait une tradition dans ce sens, au moins depuis le mariage de M. Barisone Ier dans la décennies 1150 avec la catalane Agalbursa Bas. En 1284 Pierre III d'Aragon nomme Mariano II « dilecto affini suo », dans sa demande pour obtenir   la restitution de deux galères capturées par les Pisans dans le golfe de Cagliari. Les deux partis, selon le témoignage d'Alphonse III d'Aragon envisagent encore une alliance possible. Ce qui est certain, c'est qu'en 1293 les relations avec la Couronne d'Aragon sont bonnes. Jacques II d'Aragon se propose comme médiateur pour un mariage entre Mariano II ou son fils Chianu avec une « infante de la Grèce ». On ignore toutefois si  l'inféodation du « Regnum Sardinie et Corsice », concédée par le pape Boniface VIII à Jacques II d'Aragon en avril 1297, améliore ou dégrade les relations entre le roi et Mariano II. Il est possible qu'à cette époque Mariano II soit déjà mort. Son dernier document connu est du  20 septembre 1295, et son fils et successeur, Chianu règne certainement en décembre 1297. Les causes de sa mort ne sont pas connues, peut-être est-il mort dans le Logudoro au cours d'une guerre. Selon une chronique florentine, sa mort serait liée à un complot ourdi par Tosorato Uberti, envoyé en Sardaigne par Pise afin de freiner sa domination. Mariano II laisse toutefois un grand héritage à son fils car, avant son décès, il vend en 1295 son tiers de  l'ancien Judicat de Cagliari à la république de Pise.

## Unions et postérité
En premières noces, Mariano II épouse une fille anonyme d'Andreotto Saracino de la coterie de Gualandi Bocci. Le mariage en 1287 de son fils et héritier Giovanni dit Chianu avec Giacobina, la fille d'Ugolin della Gherardesca de Donoratico, doit être placé dans le contexte de l'alliance étroite que Mariano maintient avec Pise. les Pisans  avaient  déjà accordé le titre de Podestat à Ugolino au lendemain de leur défaite de Meloria contre Gênes en 1284 et Mariano  aurait  saisi l'occasion de ce mariage pour se débarrasser de son éternel rival Anselmo de Capraia.
Veuf de sa première épouse, Mariano II  tisse lui aussi des  liens de parenté avec les della Gherardesca  et épouse une fille anonyme de Guelfo, fils d'Ugolino. Toutefois, lorsque la fortune de Guelfo  s'effondre en juillet 1288  et qu'Ugolino trouve sa fin tragique dans la « Tour de la faim » Mariano  ne s'implique pas dans les événements. En effet, quelques années plus tard, en 1294, c'est comme un allié de la ville qu'il combat Guelfo qui tente avec son frère Lotto, une action désespérée de représailles et de vengeance contre Pise. Mariano s'empare alors de Domusnovas et d'Iglesias et il semble responsable de la mort de Guelfo à la suite de l'empoisonnement d'une blessure reçue au combat. Ce qui est certain, c'est que la situation de la  Commune de Pise  et de Mariano se conforte toutefois, leurs positions se  détériorent dans le Logudoro, où la même année Sassari est  prise à Pise par les Génois.
Le testament d'Ugone II d'Arborée de 1336 récemment publié précise que Mariano (II) eut de sa concubine  nommé Padulesa de Serra un fils, Ugone  (II) qui devient juge d'Arborée en 1321 après la mort sans héritier de son neveu Mariano (III), qui était jusqu'à présent considéré comme son père.

## Articles liés
- Guillaume de Capraia
- Judicat d'Arborée

## Sources
- (it) Cet article est partiellement ou en totalité issu de l’article de Wikipédia en italien intitulé « Mariano II di Arborea » (voir la liste des auteurs), édition du 29 mai 2014.
- (it) A. Boscolo, La Sardegna dei Giudicati, Cagliari, della Torre, 1979.
- (it) Francesco Cesare Casula, La Storia di Sardegna, Sassari 1994.